# Niilo Hallman

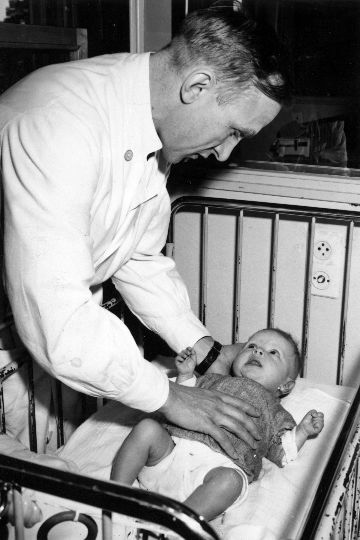
Niilo Hallman med en ung patient år 1957.

Niilo Oskar Birger Hallman, född 15 juli 1916 i Kuopio, död 13 januari 2011 i Helsingfors, var en finländsk barnläkare. Han var far till läkaren Mikko Hallman.
Hallman blev medicine och kirurgie doktor 1943. Han var 1949–1956 docent i pediatrik vid Helsingfors universitet och 1957–1983 professor och överläkare vid Barnkliniken.
Hallman vann internationellt anseende särskilt för sina forskningar kring ämnesomsättningen hos nyfödda. Bland hans publikationer märks arbeten om metaboliska sjukdomar, tarmsjukdomar, njursjukdomar och nutritionella problem hos barn samt arbeten om nyfödda. Han var ordförande för Mannerheims barnskyddsförbunds centralstyrelse 1961–1967 och 1971–1986. 